# Oxyopes panther
Oxyopes panther là một loài nhện trong họ Oxyopidae.
Loài này thuộc chi Oxyopes. Oxyopes panther được George Stewardson Brady miêu tả năm 1975.